# Linnaemya tessellans
Linnaemya tessellans är en tvåvingeart som först beskrevs av Jean-Baptiste Robineau-Desvoidy 1830.  Linnaemya tessellans ingår i släktet Linnaemya och familjen parasitflugor. Arten har ej påträffats i Sverige. Inga underarter finns listade i Catalogue of Life.